# 烏克蘭斯凱 (沃夫昌斯克市鎮)
50°9′58″N 36°58′35″E / 50.16611°N 36.97639°E
烏克蘭斯凱（烏克蘭語：Українське）是位於烏克蘭東部的村莊，由哈爾科夫州丘胡伊夫区的沃夫昌斯克市鎮負責管轄。該村處於皮利納河右岸，距離洛西夫卡1公里，始建於1675年，面積1.81平方公里，海拔高度134米，2001年人口290。